# Lützow (Schiff, 1939)
Der Schwere Kreuzer Lützow war das fünfte und letzte Schiff der Admiral-Hipper-Klasse.
Sie wurde im Rahmen des Z-Planes unter dem Haushaltsnamen Kreuzer L bestellt und sollte nach dem preußischen General Ludwig Adolf Wilhelm von Lützow benannt werden. Das Schiff wurde 1940 in unfertigem Zustand an die Sowjetunion verkauft und diente in der sowjetischen Marine unter den Namen Petropawlowsk, Tallinn und Dnepr.
Dieser Kreuzer ist nicht mit dem vorherigen Panzerschiff Deutschland zu verwechseln. Nachdem entschieden worden war, den Kreuzer L an die Sowjetunion zu verkaufen, wurde das Panzerschiff Deutschland im November 1939 in Lützow umbenannt und anschließend zum Schweren Kreuzer umklassifiziert.

## Geschichte
Das Schiff wurde am 8. Februar 1937 bei der AG „Weser“ (Deschimag) in Bremen auf Kiel gelegt und lief am 1. Juli 1939 vom Stapel.
Im Oktober 1939 forderte die Sowjetunion für ihre im Rahmen des Deutsch-Sowjetischen Wirtschaftsvertrages geleistete Wirtschaftshilfe die beiden letzten noch im Bau befindlichen Schweren Kreuzer der Admiral-Hipper-Klasse. Es wurde aber nur das letzte Schiff an die Sowjetunion verkauft. Die Details zum Verkauf wurden in der ersten Überarbeitung des Vertrages am 11. Februar 1940 festgelegt, auch ein Terminplan, der die Fertigstellung des Schiffes in 15 Monaten nach Vertragsabschluss festlegte, war enthalten.
Am 15. April 1940 wurde das halbfertige Schiff in den Hafen von Leningrad geschleppt, wo es am 31. Mai eintraf. Von deutscher Seite wurden der Transport und der Weiterbau in der Leningrader Werft von dem späteren Admiral der Kriegsmarine Otto Feige geführt. Der Zustand des Schiffes beim Transport war für die sowjetische Seite nicht zufriedenstellend, so fehlte bis auf zwei der vier Hauptgefechtstürme und 12 Flak 3,7 cm jegliche Bewaffnung. Auch der Weiterbau gestaltete sich schleppend. Beides führte zu Beschwerden der Sowjetunion bei der deutschen Seite, die allerdings den inzwischen begonnenen Westfeldzug als Grund für die Verzögerungen angab. Ob der Weiterbau absichtlich verzögert wurde, um der Sowjetunion im Kriegsfall keinen einsatzfähigen Schweren Kreuzer aus deutscher Hand zur Verfügung zu stellen, ist nicht erwiesen, kann aber wohl als wahrscheinlich gelten. Am 25. September 1940 erhielt das Schiff seinen neuen Namen Petropawlowsk und es gab Absprachen zwischen Feige und der sowjetischen Marineleitung zur Ausbildung der Besatzung. Erneut traten Schwierigkeiten auf, da keine Seite militärisches Personal in das jeweils andere Land zur Ausbildung entsenden wollte. Erst im Januar 1941 wurde schließlich eine Einigung erzielt, die den Beginn der Testphase des Schiffes für Herbst 1941 und damit nach dem geplanten Überfall Deutschlands auf die Sowjetunion vorsah. Dementsprechend wurde diese Planung nicht realisiert.

### Kriegseinsatz
Zu Beginn des Russlandfeldzuges war der Kreuzer ungefähr zu zwei Dritteln fertig und beschoss ab dem 7. September mit seinen Geschützen die auf Leningrad vorrückenden deutschen Truppen. Am 17. September erhielt Petropawlowsk durch deutsches Gegenfeuer mehrere schwere Treffer und sank auf Grund. Die Aufbauten ragten noch aus dem Wasser. Bei zwei Luftangriffen im Rahmen des Unternehmens Eisstoß, bei dem am 4. und 5. April 1942 die Kampfgeschwader 1 und 4, die Sturzkampfgeschwader 1 und 2 und das Jagdgeschwader 54 den Hafen von Leningrad angriffen, erlitt sie zusammen mit anderen Schiffen eine Beschädigung durch einen schweren Bombentreffer.
Trotzdem gelang es den Sowjets, das Schiff im September 1942 zu heben, es bis Februar 1943 Newa-aufwärts zu reparieren und es neu zu bewaffnen. Ab Januar 1944 nahm das provisorisch wieder hergerichtete Schiff an den Kämpfen zur Befreiung Leningrads teil. 
Am 1. September 1944 wurde es in Tallinn umbenannt.

### Verbleib
Nach dem Krieg wurde das Schiff zur Baltischen Werft in Leningrad geschleppt und sollte zu einem Leichten Kreuzer ähnlich der Swerdlow-Klasse umgebaut werden. Aus Kostengründen wurde das Projekt aber im Dezember 1949 eingestellt. In der Folgezeit diente es zunächst als stationäres Übungsschiff Dnepr, dann als Wohnschiff PKZ-112. Am 4. April 1958 wurde es von den sowjetischen Schiffslisten gestrichen und im April 1960 begann die Verschrottung im Leningrader Handelshafen.

## Technische Daten
Im Februar 1943 erhielt das Schiff folgende FlaK:
- 6 × 3,7 cm L/67 70-K
- 2 × 20 mm
- 6 bis 8 × 12,7 mm L/79

Nach dem nicht realisierten Umbau sollte das Schiff folgende Daten haben:
- Waffen:
  - 4 × Drillingstürme mit 15,2-cm-L/53-Kanonen MK-5
  - 6 × 10-cm-L/70-Kanonen SM-5
  - 12 × 4,5-cm-L/78-FlaK SM-20
  - 24 × leichte FlaK 2,5-cm-L/80 4M-120
- Verdrängung: Max. 19.395 ts